# Bitis armata
Bitis armata este o specie de șerpi din genul Bitis, familia Viperidae, descrisă de Worthington George Smith în anul 1826. Conform Catalogue of Life specia Bitis armata nu are subspecii cunoscute.